# Grande Eau
 (août 2025).
Si vous disposez d'ouvrages ou d'articles de référence ou si vous connaissez des sites web de qualité traitant du thème abordé ici, merci de compléter l'article en donnant les références utiles à sa vérifiabilité et en les liant à la section « Notes et références ».
La Grande Eau ou Grande-Eau est une rivière de Suisse, dans le canton de Vaud, affluent de la rive droite du Rhône.

## Géographie
Elle coule au fond de la vallée des Ormonts pour rejoindre le Rhône sur la commune d'Aigle, à 380 m au lieu-dit La Mêlée. Elle prend sa source sur le versant vaudois des Diablerets et se jette dans le Rhône après un parcours de 26 km.
Ses principaux affluents sont l'Aigue noire, le Dar et le Torrent du Plan.
- Grande Eau
  - Le Ruisseau du Sex Rouge D
  - Le Torrent de Culan G
    - L'Eau Froide G

  - Le Dar D
    - Le Ruisseau Retaud D

  - Le Torrent D
  - Le Ruisseau du Plassot G
  - Le Ruisseau de Brison G
  - Le Ruisseau de la Forclaz G
  - La Raverette D
  - Le Ruisseau du Sépey D
    - Le Bay D

  - Le Ruisseau des Folles G
  - Le Torrent d'Yvornes

## Hydrologie
Le débit moyen est de 4,47 m3/s à Aigle.

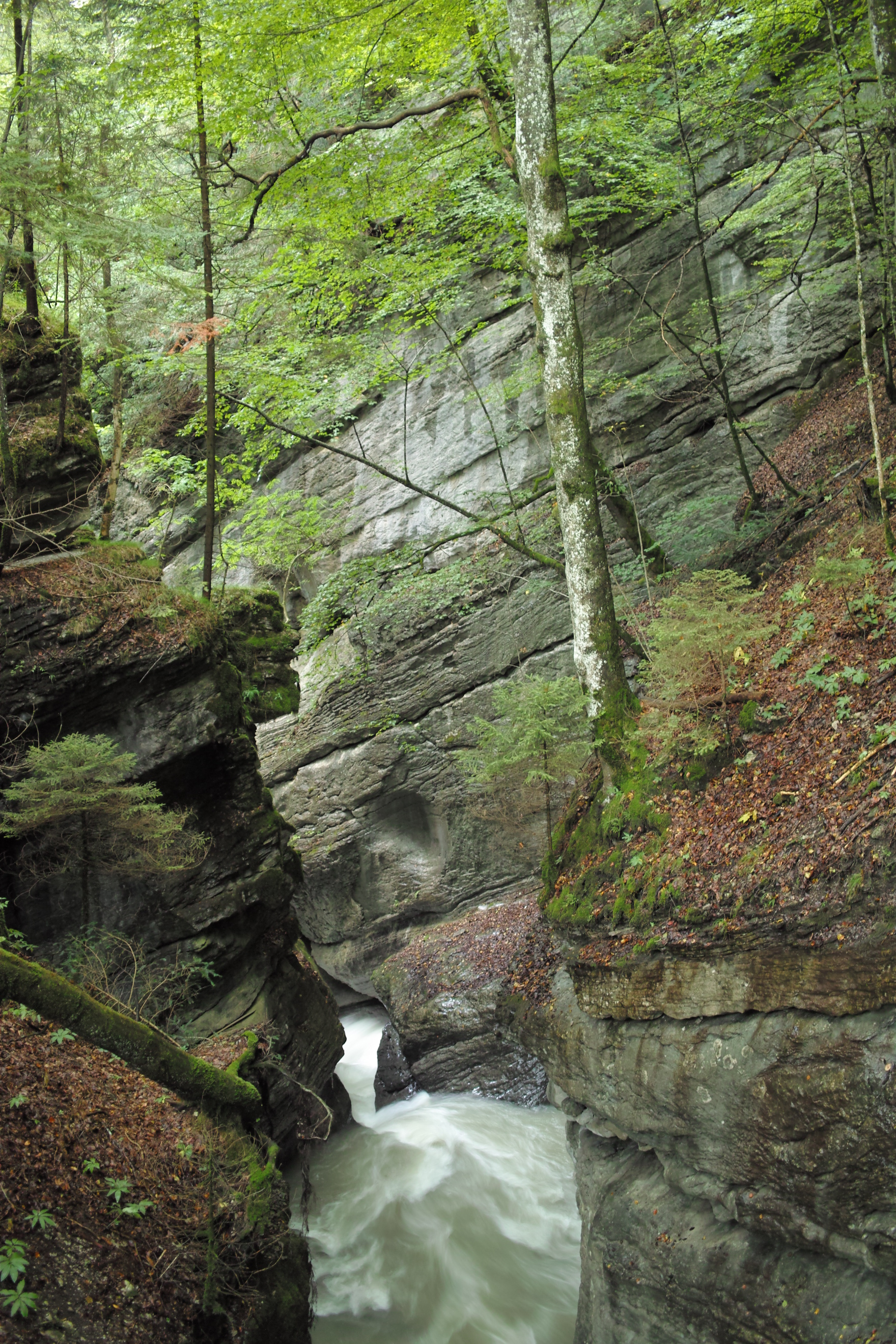
La Grande Eau vue du pont de la Tine.

Conséquence de précipitations exceptionnelles, la Grande Eau a été en crue du 1er au 8 mai 2015 avec, le 4 mai, une moyenne journalière de 45 m3/s et une pointe de 60,2 m3/s indiquant une crue décennale.